# 風間火月
風間 火月（かざま かづき）は、SNK（SNKプレイモア）の対戦型格闘ゲーム『サムライスピリッツ』シリーズに登場する、架空の人物。
この項目では彼と関係が深い、炎邪（えんじゃ）についても説明する。

## 概要
『サムライスピリッツ 天草降臨』で初登場したプレイヤーキャラクター。同じく新参キャラクターの風間蒼月とは兄弟関係にあたる。風間流忍者であり、炎系の技を使う。戦闘中は腰の忍刀・朱雀に炎が纏われている。刀を手放すと火の技が一切使用出来なくなる。またリーチが短いため、基本的に接近戦を主体とする。
はっきりと感情を顔に出し、よく怒りもするが、情に厚い。直情的な性格で、忍者として肝要な冷静さには欠けており、ある事件（下記参照）により兄とは対立する立場になってしまう。また、その性格を反映して戦闘中の「怒りゲージ」はかなり溜まりやすい部類に入るが、その分怒り状態の持続時間は全キャラクター中最も短く設定されている（怒りやすく冷めやすい）。
ほぼ全てにおいて兄の蒼月とは正反対のキャラクター設定である。赤がイメージカラーの火月に対して青がイメージカラーの蒼月、火月の火使いに対して蒼月の水使い、接近戦を得意とする火月に対して遠距離戦が得意な蒼月、猪突猛進で表情変化の激しい火月に対して冷静沈着でほぼ無表情な蒼月と対のようになっている。
家族構成は蒼月の他に、葉月という妹がいる。火月は葉月を溺愛していたが、『天草降臨』の際に復活した天草四郎時貞と共に現れた魔城・天草城の影響を受けて葉月の身に異変が起き、さらには葉月が生まれ持った他者の力を増幅する能力に着目した天草が、復活させた壬無月斬紅郎を制御するために葉月を魔城へと攫ってしまう。そのため、火月は妹の身に起きた異変の元凶を絶ち彼女を救い出すために、抜け忍とならざるを得なくなる。これをきっかけに、蒼月とは抜け忍・追い忍の関係になる。
『SAMURAI SPIRITS 〜侍魂〜』（以下『侍魂』）では、風の便りで人形師のことを耳にして、養父のことを思い出す。養父が任務で「謎の人形師と遭遇した」という報告を最後に消息を絶っていたためである。養父を探すために、再び「朱雀」を取り、人形師を追って旅に出る。エンディングでは養父が人形師（＝壊帝ユガ）に殺されていたことが判明して、号泣するところで終わっている。
『SAMURAI SPIRITS 2 〜アスラ斬魔伝〜』（以下『アスラ斬魔伝』）では、修羅と羅刹でストーリーが若干違ってくる。修羅では、妹・葉月が壊帝ユガに攫われたので、取り戻すために旅立つ。羅刹では、「朱雀」に宿る力（後付け設定ではあるが、この「朱雀」の力の源が後述の「封印された炎邪」ということになる）に支配されて暴走し、「炎邪火月」として戦う。エンディングでは、葉月を助け出し「朱雀」の力をねじ伏せることに成功する。その後「朱雀」を捨てて、葉月と静かに暮らすことを選んだ。
パラレル設定の『サムライスピリッツ 天下一剣客伝』でも攫われた葉月を助けるために抜け忍となるが、その際に成り行きで炎邪と水邪を倒したことによって大手柄となり、再び里に住めるようになった。
『真説サムライスピリッツ 武士道烈伝』のネオジオCD版の緋雨閑丸を主人公としたおまけシナリオでは、本編に登場しない火月が蒼月に追われながら通り過ぎるポイントがある。

### キャラクターデザイン
燃える炎のように逆立った髪と眉に吊り上がった三白眼、大きな口から覗く牙のような八重歯、下瞼に入った隈取のような黒いアイラインが特徴。
衣装は兄である蒼月と同じく袖のない忍装束で、左肩から右腰にかけて布を襷のように掛け、そこに武器である朱雀の鞘を固定している。手には指抜き手袋を着用し、足元は素足に雪駄履き。髪と忍装束のデフォルトカラーはいずれも赤。

### 武器
朱雀
火月が武器とする忍者刀。『侍魂』及び『アスラ斬魔伝』では、蒼月の持つ「青龍」が長大な彎刀へと大幅にデザイン変更されたのに対し、『天草降臨』でのデザインを概ね引き継いでいる。ただし、多少刀身が短く詰められ脇差程度の長さとなった（以下の武器設定は『侍魂』におけるもの）。
刀身は短く、彎刀でありながら、反りもほとんど目立たないほどに作られている。そのため長刀と比較すると斬撃力は劣るが、短刀ゆえの地金の強さ、抜刀のしやすさで、その欠点を十分に補っている。
| 刀銘         | 朱雀（すざく）          |
| 作           | 銘 月影                 |
| 作日         | 作日 1531年（享禄四年） |
| 刀剣の分類   | 彎刀                    |
| 日本刀の分類 | 忍び小太刀              |
| 刀身         | 二尺二寸                |
| 造りこみ     | 鎬造                    |

## 炎邪火月
火月が、力を求める余りに「朱雀」の力に支配され、暴走した姿。火月の自我は薄れており、本能のままに行動する。
ゲーム上での「炎邪火月」は『アスラ斬魔伝』での羅刹の姿。

### キャラクターデザイン
肌は浅黒く髪は銀に近い金色に変化し、上半身裸に袴（軽衫）姿で、肩や二の腕などに白い文様が浮かび上がっている。
足元は足首や足の甲などを金属製の装甲で覆っているが足先は露出しており、手足の爪は鋭く獣のように伸びている。

### 武器
個別のプロフィールは用意されていないものの、戦闘スタイルも火月とは差別化されており、「朱雀」は使わず徒手空拳で戦う。

## 炎邪
『サムライスピリッツ零』から登場したキャラクターで、『アスラ斬魔伝』における「炎邪火月」をベースに、火月とは完全に独立したプレイヤーキャラクターとして構成されたキャラクター。「炎邪火月」が元になっているが、設定上は別の存在である。ただし、上述の通り後付ではあるが、暴走した「朱雀」の力が封印された炎邪の力であるということから、炎邪と「炎邪火月」は無関係な存在ではない。
火月よりも輪をかけて怒り状態になりやすく、その口からはまるで言葉として意味をなさないような怒号を発する。なお、水邪は炎邪の発言した内容を理解出来るようである。
ちなみにゲーム上でも、『零』以降はシリーズを通して怒りゲージの上昇率が全キャラクター中トップであり、その反面、瞑想によるゲージ変換効率は最低である（『天下一剣客伝』の剣スピリッツ以外）。
『零』のエンディングでは火月の肉体を乗っ取るも、兄・蒼月の剣技と妹・葉月の「封魔の力」によって、火月の身体に入ったまま封印される。
『天下一剣客伝』では、水邪ともども劉雲飛のかつての弟子であったことが明かされている。闇キ皇（くらきすめらぎ）の力を目の当たりにして、その後に魔界に下り人外の存在と化したという。炎邪サイドのエンディングでは、念願の火月の身体を乗っ取り、世界を破壊した。火月サイドのエンディングでは、再び封印された。

### キャラクターデザイン
浅黒い肌など、デザインは概ね「炎邪火月」と同様。ただし、肩などに文様はなく、足元は踵などの露出が増えてサンダル履きのような形にアレンジされている。

### 武器
或那の鎖（アグニのくさり）
炎邪が両手首に嵌めている、黒光りする分厚い腕輪。火月の「朱雀」と同様、戦闘中は炎を纏っている。

## 技の解説

### 風間火月

#### 必殺技
焦熱魂
炎の弾を発射する飛び道具。後述の「災炎」で発生した火の玉を消費することによってパワーアップする。
『侍魂』及び『アスラ斬魔伝』を除き、幾つ災炎を消費するかをコマンドによって任意に選択することが可能。
最大まで強化した場合、威力や発生速度は上昇するものの火月自身も反動で吹き飛んで転倒するモーションが入る。
大爆殺
相手を捕まえ爆発させ炎上させる技。「災炎」で発生した火の玉を消費することによってパワーアップする。
『侍魂』及び『アスラ斬魔伝』を除き、幾つ災炎を消費するかをコマンドによって任意に選択することが可能。
漫画『るろうに剣心 -明治剣客浪漫譚- 』の登場人物・志々雄真実が「紅蓮腕」という「大爆殺」に酷似した技を使用しており、作者は単行本のコメントにおいて「もろに修羅火月の大爆殺です」と認めている。
災炎
火月の周りに火の玉を発生させる技。この火の玉があると一部の必殺技を強化することができ、三つまで発生させられる。
既に火の玉が三つ発生している状態でコマンドを入力すると、驚くモーションが入り隙ができてしまう。
『天下一剣客伝』では火の玉が増えるのではなく、徐々に大きくなっていく。
炎滅
火月自身がその場で爆発し相手を巻き込む技。ただしこれは偽者であり、火月自身は他の場所に移動している。
『天下一剣客伝』では、相手に攻撃されると爆発する当て身打ち技になっている。
炎返し
「災炎」による火の玉を発生させている時のみ使用可能な技。
攻撃を受けてダウンする際、「災炎」の火の玉を相手に飛ばして攻撃する反撃技だが、その時点で発生していた火の玉を全て消費してしまう。
不動撃
『侍魂』及び『アスラ斬魔伝』で使用する修羅・羅刹共通の必殺技。「焦熱魂」のような飛び道具で、巨大な炎の玉を発射する。
「焦熱魂」と比べると攻撃範囲は短いが、隙は小さい。
灼熱地獄・命門
『侍魂』でのみ使用する修羅・羅刹共通の必殺技。上段のコマンド投げ。
灼熱地獄・暴爆
『侍魂』でのみ使用する修羅・羅刹共通の必殺技。「灼熱地獄・命門」の追加技。
「灼熱地獄・命門」で投げた相手をアッパーで吹き飛ばす。
地龍炎
『アスラ斬魔伝』における修羅の必殺技。
地面に拳を打ち付け、前方に火柱を上げる。
愚連脚
『天草降臨』における羅刹の必殺技。
頭を下にして飛び上がりつつ相手を蹴り上げる技。追加入力によりヒット数を増やすことが可能。
六道烈火
『天草降臨』及び『侍魂』における羅刹、『アスラ斬魔伝』における炎邪火月の必殺技。スライディング攻撃から始まる連続攻撃。
攻撃それぞれに技名がついており、六道に由来する。ただし、コマンド上は「地獄道」に「餓鬼道」が統合（『侍魂』及び『アスラ斬魔伝』）されたり、「天道」に「畜生道」〜「人道」が統合（その外の作品）されたりと簡略化されている。
次々と連続入力が必要だが、特定のタイミングで入力を行わないと最終段である「天道」が発生しない上に大きなスキが発生する。だが「天道」が決まった際の威力には目を見張るものがある。
スライディングの「地獄道」で浮いた相手をハンマーパンチの「餓鬼道」で画面端まで吹き飛ばし、跳ね返ってきた相手に蹴り上げの「畜生道」と「修羅道」、アッパーの「人道」を叩き込みながら上昇し、最後に片腕を振り下ろす「天道」で地面に叩き落とす（『天草降臨』のみ、「天道」が武器による斬撃となっている）。
『侍魂』及び『アスラ斬魔伝』では「祓」・「爆」・「滅」の三つから成り、『侍魂』では「炎邪覚醒」使用中、『アスラ斬魔伝』では怒り状態で、前述の六道となる。
『侍魂』及び『アスラ斬魔伝』では技の内容自体も多少異なり、通常版は「地獄道」と同じスライディングの「祓」、アッパーで相手を打ち上げる「爆」、空中で相手を爆破する「滅」となる。「炎邪覚醒」中および怒り中はスライディングの「地獄道」の後に相手を浮かせる「餓鬼道」に派生し、浮いた相手を「畜生道」を掴んで二連アッパーの「修羅道」で打ち上げ、吹き飛んだ相手を「人道」で追いかけて掴み、「天道」で相手を地面に押し付けるように叩き付けたあとそのまま爆破する。
『天草降臨』では、「餓鬼道」をキャンセルして武器飛ばし技・連ね斬りを出すことができた。
肘打炎迅掌
掴んだ相手に肘打ちを叩き込み、裏拳で吹き飛ばす。
『侍魂』における羅刹、『アスラ斬魔伝』における炎邪火月の必殺技。
炎熱獄
『アスラ斬魔伝』における炎邪火月の必殺技。
天を仰いで咆哮し、相手が触れるとダメージを受けるマグマの池のようなものを自らの周囲に作り出す。
絶焼騎馬式 噴虎
『アスラ斬魔伝』における炎邪火月の必殺技。
拳に炎を纏わせ、相手にボディブローを叩き込む。
炎皇転身
『アスラ斬魔伝』における炎邪火月の必殺技。
構え変更技で、発動させると通常技が変わる上に、相手に攻撃されても仰け反らなくなる。
火炎撃
『侍魂』及び『アスラ斬魔伝』、『天下一剣客伝』で使用する必殺技。『侍魂』では修羅・羅刹共通、『アスラ斬魔伝』では炎邪火月のみ使用する。
後述の「暴爆 火炎撃」の弱化版。「災炎」で発生した火の玉を消費することによってパワーアップする。
『天下一剣客伝』でのみ、幾つ災炎を消費するかをコマンドによって任意に選択することが可能。
猛炎脚
『天下一剣客伝』で追加された技で、飛び回し蹴りからそのまま空中で連続踏み付けを決める。

#### 武器飛ばし技など
暴爆 火炎撃
『天草降臨』の修羅の武器飛ばし必殺技。
全身に炎を纏い、前方へと突進する技。
炎邪覚醒
『天草降臨』の羅刹の武器飛ばし必殺技。『天下一剣客伝』では火月の武器飛ばし必殺技となった。
自分を中心に太い火柱を発生させる技。火柱の中心にはまるで獣のような火月のシルエットが見て取れる。『SAMURAI SPIRITS (2019)』では、斬撃で宙に浮かせた相手に「焦熱魂」のような火炎弾を複数浴びせ、その後に火柱を発生させる。
『侍魂』では技の内容が全く異なり、必殺技を強化する効果を持った強化技となっている。
大炎上
『侍魂』及び『アスラ斬魔伝』における修羅の秘奥義。
「炎邪覚醒」と同じように、自分を中心に火柱と爆発を起こす技。
狂覚醒
『侍魂』における羅刹、『アスラ斬魔伝』における炎邪火月の秘奥義。
大きく天を仰ぎ、力を蓄える技。『侍魂』、『アスラ斬魔伝』、『アスラ斬魔伝』をベースにしたネオジオポケット版『サムライスピリッツ！2』でそれぞれ仕様に違いがある。
『侍魂』では「炎邪覚醒」発動中に使用可能で、ボタンによって中段のフックを三連続で繰り出す「叫」、下段のフックを二連続で繰り出す「吼」のどちらかを発動することができる。
『アスラ斬魔伝』では、ボタンの組み合わせによって十種類の攻撃に派生することができるが、Dボタン入力もしくは追加入力をしなかった場合に派生する「呻」を除いて技名は公表されていない。
『サムライスピリッツ！2』では、レバーとボタンの組み合わせにより前述の「叫」・「吼」・「咽」に「嘲」・「喘」・「呻」を加えた六種類に派生可能。
挟撃 火達磨大突進
『零SPECIAL』の絶命奥義。
「災炎」から炎の分身を作り出し、分身と同時に「暴爆 火炎撃」で突進し、「炎滅」で相手を爆発させる技。
極大災炎
『天下一剣客伝』の秘奥義。
三回分の「災炎」を一度に発生させる技。この際攻撃判定も発生する。

### 炎邪
元は羅刹火月なので、修羅火月と共通の技も持つ。

#### 必殺技
愚連脚
火月と同様の技。
六道烈火
火月と同様の技。
動作も『天草降臨』における火月のものとほぼ同じだが、「天道」が発生しなかった場合に膝から崩れ落ちるモーションが入り、失敗時の隙がさらに大きくなっている。
また、「天道」の叩き付けが火月の場合斬撃であったのに対し、チョップとなっている。
炎滅
火月と同様の技。ただし『天下一剣客伝』では従来の性能を引き継いでいる。
絶焼 全焦土
『天下一剣客伝』で追加された技。炎を纏った腕を横殴りに叩き付ける。発生が遅い分、予備動作中に攻撃を受けても仰け反らないという、システム技の超斬りに似た性能。

#### 武器飛ばし技など
炎邪爆熱
炎邪の武器飛ばし必殺技。動作としては火月の「炎邪覚醒」とほとんど同じもの。
発動中に全ボタン同時押しで動作をキャンセルすることができ、全ヒットさせるより初撃でキャンセルした方がダメージが高くなる。
三千大千世界全焦土
『零SPECIAL』の絶命奥義。
突進して相手を掴みあげ、自分もとろも巨大な炎の柱に巻き込み焼き尽くす。くらった相手は消し炭になり死体も残らないが、炎邪自身は全くの無傷のまま勝利ポーズに移る。
紅蓮黒縄
『天下一剣客伝』の秘奥義。
勢いよく上空へと「愚連脚」で飛び上がり、蹴り上げた相手を最後に空中から叩き付ける。

## 登場作品
- サムライスピリッツ 天草降臨（火月）
- SAMURAI SPIRITS 〜侍魂〜（火月）
- SAMURAI SPIRITS 2 〜アスラ斬魔伝〜（火月、炎邪(羅刹火月である炎邪火月)）
- サムライスピリッツ零（火月、炎邪）
- サムライスピリッツ零 SPECIAL（火月、炎邪）
- サムライスピリッツ 天下一剣客伝（火月、炎邪）
- サムライスピリッツ閃（火月）
- SAMURAI SPIRITS (2019)　(火月)　※DLC(追加)キャラクター
- 真説サムライスピリッツ 武士道烈伝（ネオジオCD版のみ火月がエキストラ登場）

## キャスト
風間火月
- 山西惇
- 岡崎雅紘（天下一剣客伝）
- 政木まさき（『SAMURAI SPIRITS (2019)』）

炎邪
- 大畑伸太郎（零）
- 山西惇（『天下一剣客伝』〈『六番勝負』オプション切り替え機能〉）

## 関連人物
- 風間蒼月 - 兄
- 風間葉月 - 妹